# Biological Journal of the Linnean Society
Biological Journal of the Linnean Society (abreviado Biol. J. Linn. Soc.) es una revista científica que publica artículos concernientes con el proceso de la evolución orgánica en un sentido amplio. Recibe contribuciones particularmente que ilustren conceptos unificadores de la biología evolutiva con evidencias, ya sea observacionales o teoréticas, desde cualquier campo relevante de las ciencias biológicas puras o aplicadas. Es publicada en Londres desde el año 1969. Fue precedida por Proceedings of the Linnaean Society of London.